# Domenico Fantin
Domenico Fantin (Pordenone, 10 gennaio 1961) è un ex cestista italiano.

## Carriera
Cresciuto nelle giovanili della Pallacanestro Pordenone ha esordito in Serie B con la maglia del sodalizio pordenonese nel campionato 1977-78 conquistando la promozione dalla Serie B alla Serie A2. Passato nel 1981 alla Virtus Bologna ha contribuito in maniera determinante alla vittoria dello scudetto 1983-84 e della Coppa Italia 1984. Ha complessivamente giocato 458 partite in Serie A realizzando 4312 punti militando nelle serie A1 e A2 con le maglie di Pallacanestro Pordenone, Virtus Bologna, Napoli Basket, Pallacanestro Pavia (ottenendo la promozione dalla A2 alla A1), mentre ha vestito anche la maglia di Pallacanestro Marsala in Serie B (con la promozione in A2).
Ha vestito la maglia dell'Italia under 18, con una partecipazione ad un Campionato Europeo, dell'Italia under 19, con la partecipazione a due edizioni del Campionato Europeo e una del Mondiale nel 1979, e della Nazionale Militare, nella edizione del 1982 svoltasi ad Algeri, nel quale, la Nazionale Italiana ottenne la medaglia d'oro.
Vanta 5 presenze con la Nazionale Italiana di Pallacanestro.
Dopo il ritiro dal basket giocato, a partire dalla stagione sportiva 1998/1999 ha intrapreso la carriera di allenatore. Oltre ad incarichi nel settore giovanile di molte società del Friuli Venezia Giulia e del Veneto, ha ricoperto l'incarico di capo Allenatore in Serie C Gold, Serie C Silver e e in Serie D con 3S Cordenons, Sistema Basket Pordenone, Pallacanestro Portogruaro, Humus Basket e Nuovo Basket 2000(giovanili).

## Palmarès
- Campionato italiano: 1

Virtus Bologna: 1983-84